# PTAB
PTAB (ПТАБ, in lingua russa, acronimo di Противотанковая Авиабомба, "Bomba d'aviazione anticarro") era una bomba a carica cava in uso alla VVS durante la seconda guerra mondiale.

## Caratteristiche
Grazie alla carica cava di 1,5 kg era in grado di perforare corazze spesse fino a 70 mm, rendendola efficace contro i carri pesanti dell'epoca. Il peso totale di 2,5 kg permetteva al  Il-2 di trasportarne 280 nella stiva bombe o 192 in 4 vani bombe interni alle ali da 48 pezzi ognuno.
I mezzi colpiti dalle PTAB risultavano talmente danneggiati da non essere riparabili e venivano abbandonati sul posto..

## Servizio

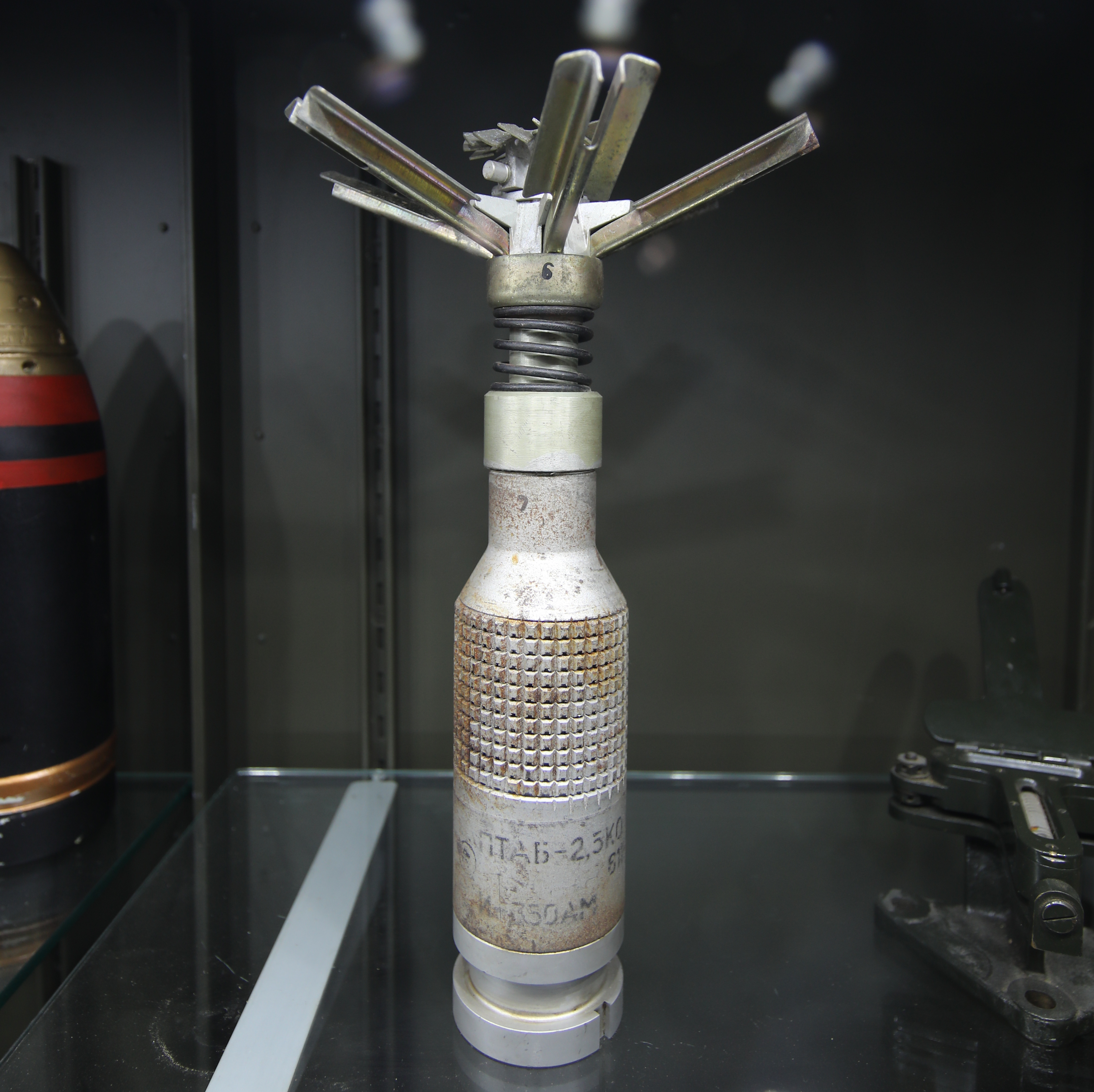
Una PTAB con le alette estese

Le bombe furono utilizzate, per la prima volta, dagli Il-2 nella battaglia di Kursk.
Vista l'efficacia contro ogni tipo di mezzo corazzato, l'utilizzo fu massimizzato.. Alla fine del 1943, risultano utilizzate 1.171.340 bombe PTAB. Nel 1944, ne furono lanciate 5.024.822. Nei primi quattro mesi del 1945, ne furono utilizzate 3.242.701.